# ОШ „Ђура Јакшић” Мала Крсна
ОШ „Ђура Јакшић” Мала Крсна, насељеном месту на територији града Смедерево, основана је 1889. године. Школа носи име Ђуре Јакшића, српског сликара, песника и приповедача.
Школа је започела са радом у малој неугледној кући са две просторије. Школске 1923/24. године рад у старој школској згради је изузетно отежан и због све већег броја ученика, па су се увелико вршиле припреме за изградњу нове школске зграде. Градња нове зграде трајала је пуне три године, па је рад учитеља био изузетно отежан. Истовремено и школске године су трајале нешто краће због радова на новој школи.
Школа је грађена у швајцарском стилу као и школа у Скобаљу. Када је довршена имала је две велике и једну мању учионицу, просторију за учитеље и учила и пространи ходник. Део дворишта испред школе ограђен је модерном зиданом оградом са изузетно лепом металном капијом, са улазом испред саме школе. На углу двеју улица, са четири зидана стуба, прекривена металном куполом са крстом на врху, читавим простором доминира велика звонара. Једно мало и једно велико звоно, пошто Мала Крсна није имала цркву у то време, имала су двоструку намену: звоњава великог звона подсећала је ђаке на време за полазак у школу, док је звоњава оба звона оглашавала смрти, парастосе, светковине и узбуне становништва.
Школске 1929/30. године законом о народним школама обавезно је школовање за сву децу и бесплатно.